# 2019 új világörökségi helyszínei
Az UNESCO Világörökség Bizottsága a 2019. június 30.–július 10. között Bakuban megtartott 43. ülésszakán az alábbi helyszíneket nyilvánította a világörökség részévé:
| | Frank Lloyd Wright épületei |
| Amerikai Egyesült Államok |                             |
| Kulturális (II) |                             |
| Védett terület: 25,72 ha, puffer zóna: 710,1 ha, hivatkozás: 1496 |                             |
| A világörökségi helyszínhez az Amerikai Egyesült Államokban található nyolc épület tartozik, amelyeket az építész a 20. század első felében tervezett. Három közülük a Fallingwater nevű épület (Pennsylvania állam, Mill Run), a Herbert és Jacobs ház (Madison, Wisconsin állam), és a New Yorkban épült Guggenheim Múzeum. Ezek az alkotások a Wright által kifejlesztett organikus építészet példái, amire a nyitott tervezés, a belső és külső terek közötti választóvonal elmosódása, és az olyan, korábban nem alkalmazott építőanyagok használata jellemző mint az acél és a beton. Mindegyik épület innovatív megoldásokat nyújt a felmerülő igényekre, legyen az lakhatás, munka a szabadidő eltöltése, esetleg vallási célok. Wright ebből a periódusból származó munkái erőtzeljesen hatottak az európai modern építészet fejlődésére. |                             |

| | Budj Bim kultúrtáj |
| Ausztrália |                    |
| Kulturális (III)(V) |                    |
| Védett terület: 9 935 ha, hivatkozás: 1577 |                    |
| A kultúrtáj Ausztrália délnyugati részén az aboriginal Gunditjmara népesség területén fekszik. Hozzá tartozik a Budj Bim vulkán a Tae Rak (Condah-tó), valamint Kurtonitj vidékének mocsaras területei és délen a Tyrendarra, egy sziklás és lápos térség. A Budj Bim vulkán lávaömlései összekötötték ezeket a különálló területeket és ez tette lehetővé az itt élők számára, hogy kialakítsák a világ egyik legrégebbi és legnagyobb vízgazdálkodási rendszerét. A vulkanikus eredetű kőzeteket felhasználva csatornákat, gátakat, víztározókat építettek, összegyűjtötték a csapadékot és medencéket alakítottak ki, amelyekben csapdába ejtették, felnevelték, tenyésztették és végül lehalászták az ausztrál angolnát (Anguilla australis). Az angolnatenyésztés 6 600 éven át az itteni népesség gazdaságának központi eleme volt. |                    |

| | Şəki történelmi központja |
| Azerbajdzsán |                           |
| Kulturális (II)(V) |                           |
| Védett terület: 120,5 ha, puffer zóna: 146 ha, hivatkozás: 1549 |                           |
| Şəki város történelmi központja a Nagy-Kaukázus hegység lábánál terül el és a Gurjana folyó osztja ketté. A város régebbi, északi része a hegyoldalon fekszik, míg déli fele a folyó völgyében terül el. Történelmi központját a 18. században építették újjá, miután a korábbi városrészt egy sárlavina pusztította el. A ma is látható városképre jellemzőek a tradicionális építésű magas tetejű épületek. A fontos történelmi kereskedelmi útvonalak mellett fekvő Şəki építészetére hatottak a szafavida, a kádzsár és az orosz építészeti hagyományok. A település északkeleti részén épült fel a kán palotája. Közelében számos kereskedőház található, ezek a palotával együtt 18. és a 19. századi selyemhernyó tenyésztés és selyemgubó kereskedelemből származó jelentős bevételből épültek, és a nagy vagyonok felhalmozásának bizonyítékai. |                           |

| | Hürkaniai erdők |
| Azerbajdzsán és Irán közös világörökségi helyszíne |                 |
| Természeti (IX) |                 |
| Védett terület: 129 484,74 ha, puffer zóna: 177 128,79 ha, hivatkozás: 1584 |                 |
| A "Hürkániai erdők" egy egyedülálló erdősáv összefoglaló neve ami 850 kilométer hosszan nyúlik el a Kaszpi-tenger déli partjainál. Ezeknek az erdőknek a története 25-50 millió évre nyúlik vissza, amikor beborították az északi mérsékelt égöv legnagyobb részét. Ezek az ősi erdők a negyedkori eljegesedések idején visszahúzódtak, majd amikor az éghajlat enyhébbé vált, újra terjedésnek indultak. A terület biodiverzitása figyelemre méltó, Irán eddig ismert edényes növényeinek 44%-a megtalálható benne, míg az erdők csak az ország területének csak 7%-át borítják. A térségben eddig 180, a mérsékelt égövi lelőhelyekre jellemző madárfajt azonosítottak, valamint 58 emlősfajt, közülük az ikonikus perzsa leopárdot. A helyszínt 2023-ban Azerbajdzsán déli részén fekvő területekkel egészítették ki. |                 |

| | Dilmun temetkezési helyei |
| Bahrein |                           |
| Kulturális (III)(IV) |                           |
| Védett terület: 168,45 ha, puffer zóna: 383,46 ha, hivatkozás: 1542 |                           |
| Az ország nyugati részén huszonegy régészeti lelőhelyen lévő Dilmun temetkezési halmok i. e. 2050 és i. e. 1750 között épültek. A halmok eredetileg henger alakú alacsony tornyok voltak. Hat lelőhelyen a halmok temetőket alkotnak, egy részükön néhány tucat, más részén több ezer temetkezési halommal. Összesen 11 774 temetkezési helyet vettek nyilvántartásba. A tizenöt fennmaradó helyen összesen tizenhét uralkodói temetkezést tártak fel, ezek kétszintes tornyok voltak. A temetkezési halmok a korai Dilmun civilizáció emlékei az i. e. 2. évezredből, amikor a terület egy fontos kereskedelmi csomóponttá vált. Ennek bevételei lehetővé tették az itt élőknek, hogy kifinomult temetkezési szokásokat alakítsanak ki, amelyeket az egész lakosságra kiterjesztettek. A temetkezések nagy száma, sűrűségük, a részletek kidolgozása világszinten is egyedülálló. |                           |

| | Paraty és Ilha Grande |
| Brazília |                       |
| Vegyes (V)(X) |                       |
| Védett terület: 150,39 ha, puffer zóna: 258,92 ha, hivatkozás: 1308 |                       |
| A Serra da Bocaina hegylánc és az Atlanti-óceán között elterülő kultúrtáj Paraty (Brazília egyik legjobban megőrzött part menti városa) történelmi központjából, valamint a brazíliai erdők négy védett övezetéből áll. Itt található az egyik olyan terület az ötből, ami kulcsfontosságú a biodiverzitás megőrzésében. Olyan veszélyeztetett állatok is élnek itt mint a jaguár, a fehérajkú pekari, és a hely emblematikus főemlőse a pókmajom. A 17. század végén Paraty volt a Camino do Ouro (aranyút) végpontja, ahol az aranyat Európába szállították. Az itteni kikötő volt az egyik belépési pontja az Afrikából származó rabszolgáknak, akiket a bányákba küldtek. A város és a kikötő megóvására védelmi rendszert hoztak létre. A történelmi városközpont megőrizte 18. századi szerkezetét, ma is látható gyarmati épületeinek legnagyobb része a 18. századból és a 19. század elejéről származik. |                       |

| | Burkina Faso ősi vaskohászati helyszínei |
| Burkina Faso |                                          |
| Kulturális (III)(IV)(VI) |                                          |
| Védett terület: 122,3 ha, puffer zóna: 797,5 ha, hivatkozás: 1602 |                                          |
| A helyszín öt különböző részből áll, amelyek elszórtan helyezkednek el az ország különböző tartományaiban. Hozzá tartozik tizenöt, napon száríott agyagból készült kemence, számos a kemencékhez kapcsolódó építmény, valamint bányák és települések maradványai. Douroula lelőhelye, ami az i. e. 8. századra datálható a vasfeldolgozás fejlődésének eddig ismert legkorábbi bizonyítéka Burkina Fasóban. A másik négy helyszínen (Tivéga, Yamane, Kindibo és Békuy) nyomon követhető a vasfeldolgozás terjedése és az, ahogy az i. sz. 10. századtól fokozatosan egyre fontosabbá válik a mindennapi életben. Bár napjainkban a vas kinyerése a vasércből már nem a falvakban történik a helyi kovácsok ma is fontos szerepet játszanak a lakosok életében. Legfontosabb feladatuk a helyiek szerszámokkal való ellátása, és fontos szerepet játszanak a vallási szertartásokban is, |                                          |

| | Kladruby nad Labem ménese és kultúrtája |
| Németország |                                         |
| Kulturális ()()() |                                         |
| Védett terület: ha, puffer zóna: ha, hivatkozás: 211 |                                         |
| Az Elba síkságán a Středni Polabi térségben található nagy kiterjedésű helyszín lapos, homokos talajú terület. Mezők, bekerített legelők, erdősávok, épületek tartoznak hozzá, ezeket mind a kladrubi fajtájú lovak tenyésztése és idomítása céljából hozták létre. Ezt az igásló fajtát főleg a Habsburg császári udvarnál használták reprezentációs célokra. 1579-ben egy császári ménesgazdaságot hoztak itt létre ami a mai napig is lovak tenyésztésével foglalkozik. Egyike Európa vezető lótenyésztő központjainak. Jellegzetessége, hogy még abban a korban alapították amikor a lovak nélkülözhetetlenek voltak a közlekedésben, az áruszállításban, a mezőgazdaságban, a hadászatban és a nemesi reprezentációban. |                                         |

| | Erzgebirge/Krušnohoří bányavidék kultúrtáj |
| Csehország és Németország közös világörökségi helyszíne |                                            |
| Kulturális (II)(III)(IV) |                                            |
| Védett terület: 6 833,77 ha, puffer zóna: 13 397,97 ha, hivatkozás: 1478 |                                            |
| Erzebirge/Krušnohoří (Érchegység) bányavidéke Németország délkeleti vidékén (Szászországban) és Csehország északnyugati részén terül el. A hegység többféle fémet tartalmazó érckészletét már a középkor óta hasznosítják. A régió 1460 és 1560 között Európa legfontosabb ezüstlelőhelye volt, ami számos technikai újdonságot eredményezett. A helyszínen kibányászott és feldolgozott második legfontosabb fém az ón volt. A 19. század végétől a régió világszerte jelentős uránlelőhellyé vált. Az Érchegység kultúrtája a csaknem nyolcszáz évig tartó bányászat során a 12. századtól a 20. századig alapvető változásokon ment keresztül. Vízelvezető rendszerek épültek, újfajta bányászati és feldolgozási technikák alakultak ki és bányavárosok épültek fel. |                                            |

| | Jodrell Bank csillagvizsgáló |
| Egyesült Királyság |                              |
| Kulturális (I)(II)(IV)(VI) |                              |
| Védett terület: 17,38 ha, puffer zóna: 18,56 ha, hivatkozás: 1594 |                              |
| Az Anglia északnyugati részén, zavaró rádiójelektől mentes környezetben álló Jodrell Bank csillagvizsgáló egyike a legfontosabb csillagászati megfigyelőhelyeknek. 1945 óta üzemel, kezdetben a kozmikus sugárzással kapcsolatos kutatásokra használták. A jelenleg is működő obszervatóriumhoz számos rádióteleszkóp és kiegészítő épület tartozik, köztük legfontosabb a vezérlő épület. Az itt folyó munka során komoly eredményeket értek el a meteorok és a Hold kutatásában, kvazárok felfedezésében és űrhajók követésében. Ez a különleges megfigyelőállomás illusztrálja az átmmenetet ami az 1940-es években kezdődött és a 60-as évekig tartott, mialatt a tradicionális csillagászat rádió csillagászattá alakult, és radikálisan megváltoztatta a világegyetemről alkotott korábbi képet. |                              |

| | Francia déli és antarktiszi területek |
| Franciaország |                                       |
| Kulturális (VII)(IX)(X) |                                       |
| Védett terület: 67 296 900 ha, hivatkozás: 1603 |                                       |
| A Francia déli és antarktiszi földekhez és tengerekhez tartozik az Indiai-óceán déli részén kiemelkedő ritka szigetek legnagyobb csoportja a Crozet szigetvilág, a Kerguelen-szigetek, a Szent Pál és Amszterdam-szigetek, valamint hatvan kisebb szubantarktikus sziget. Ez az „oázis” a déli óceán közepén több mint 67 millió hektár kiterjedésű, és a világ egyik olyan helye ahol a madarak és a tengeri emlősök a legnagyobb egyedszámban fordulnak elő. Itt él a világ legnagyobb királypingvin és sárgaorrú albatrosz populációja is. A szigetek nagyon távol esnek az emberi tevékenység központjaitól, ennek köszönhetően az evolúció egy nagyon jól megőrzött területen tanulmányozható, és ideális terep más tudományos kutatások számára is. |                                       |

| | Dzsaipur városa |
| India |                 |
| Kulturális (II)(IV)(VI) |                 |
| Védett terület: 710 ha, puffer zóna: 2 205 ha, hivatkozás: 1605 |                 |
| Dzsaipur megerősített városa India északnyugati államában Rádzsasztánban található. 1727-ben alapította II. Sawai Jai Singh. A régió más, hegyes részeire épített városokkal ellentétben egy síkságon épült fel. Várostervezésére hatottak a védikus építészet elemei. Az utcaképhez hozzátartoznak a központban egymást metsző oszlopsorok, amelyek nagy köztereket határolnak. A főutak mellett épült piacok, templomok, lakóépületek homlokzata egységes. A városképben ősi hindu, mogul és nyugati stíluselemek egyaránt felismerhetőek. A városszerkezet mint egység nyugati jellegű míg a negyedek elosztása tradicionális hindu felfogást követ. Az alapvetően kereskedelmi célokra létrehozott település a mai napig őrzi kézműves és kereskedelmi hagyományait. |                 |

| | Ombilin szénbánya |
| Indonézia |                   |
| Kulturális (II)(IV) |                   |
| Védett terület: 268,18 ha, puffer zóna: 7 356,9 ha, hivatkozás: 1610 |                   |
| A szénbánya Szumátra egyik nehezen megközelíthető részén található. Az ipari létesítményt holland gyarmatosítók hozták létre a 19. század végén és a 20. század elején az itt bányászható rendkívül jó minőségű szén kitermelésére, feldolgozására és szállítására. A bányában dolgozókat a helyi lakosság köréből toborozták illetve a hollandok által felügyelt területekről származó kényszermunkásokkal egészítették ki. A világörökségi helyszínhez tartozik maga a bánya, a bányaváros, a szén tárolására szolgáló épületek Emma Haven kikötőjében, valamint a vasúthálózat ami összeköti a bányát a part menti létesítményekkel. Az Ombilin szénbánya és a hozzá tartozó kisegítő elemek egy olyan integrált rendszert alkotnak amelyek lehetővé tették a mélyművelésű szénbányában a gazdaságos kitermelést, feldolgozást és szállítást. |                   |

| | Babilon |
| Irak |         |
| Kulturális (III)(VI) |         |
| Védett terület: 1 054,3 ha, puffer zóna: 154,5 ha, hivatkozás: 278 |         |
| Babilon romjai a fővárostól, Bagdadtól nyolcvanöt kilométerre délre helyezkednek el. A település i. e. 612 és i. e. 539 között Újbabiloni Birodalom fővárosa volt. Az ősi várost kisebb települések, falvak, megművelt területek vették körbe. A település romjai, a külső és belső városfalak, a paloták és templomok mind az ókori világ egyik jelentős birodalmának megmaradt emlékei. Egymást követő államszervezetek székhelye volt olyan uralkodók alatt mint Hammurapi és Nabukodonozor. Megjeleníti a hatalma csúcsán lévő Óbabiloni Birodalom erejét és kreativitását. Itt volt az ókori világ hét csodája közül is az egyik -Szemiramisz függőkertje- ami világszerte inspirált művészeket. Ezenkívül hatott a helyi vallásra is és modern kori popkulturális hatása is kimutatható. |         |

| | Vatnajökull Nemzeti Park |
| Izland |                          |
| Természeti (VIII) |                          |
| Védett terület: 1 482 000 ha, hivatkozás: 1604 |                          |
| Ez a vulkáni régió több mint 1 400 000 hektárt foglal el, ami az ország teljes területének nem egészen 14%-a. Tíz vulkán található benne, ezek közül nyolc jégréteg alatt fekszik. Közülük kettő az izlandi vulkánok közül a legaktívabbak közé tartozik. A kölcsönhatás a vulkánok és a hasadék (ami a Vatnajökull jégsapka alatt fekszik) között sokféle formát ölthet. Ezek között a leglátványosabbak a hirtelen áradások amelyet a gleccser szélének mozgása okoz egy kitöréskor. Ez a visszatérő jelenség síkságok kiemelkedését okozza, valamint folyórendszerek és gyorsan mélyülő kanyonok kialakulását. A vulkanikus térségben egyedülálló endemikus vízalatti fauna jött létre, ami a jégkorszakot is túlélte. A jégsapka a 18. században érte el legnagyobb kiterjedését azóta húzódik vissza, visszahúzódása a klímaváltozás következtében gyorsul. |                          |

| | Mozu-kofunok és Furuicsi-kofunok |
| Japán |                                  |
| Kulturális (III)(V) |                                  |
| Védett terület: 166,66 ha, puffer zóna: 890 ha, hivatkozás: 1593 |                                  |
| Az Oszaka-síkság fölött egy fennsíkon elhelyezkedő régészeti lelőhely 49 konfunból (japánul: halom) áll. A különböző méretű halomsírok változatos formájúak lehetnek, kulcslyuk, négyszögletes, kerek és kagyló alakú is. Ezek a sírok az elit számára készültek, és nagyszámú sírmellékletet tartalmaznak köztük fegyvereket, páncélokat és dísztárgyakat. A tárgyak között találtak úgynevezett haniwákat is, ezek henger alakú vagy házakat, szerszámokat, emberi sziluetteket, fegyvereket jelképező agyagszobrok. A világörökségi helyszínhez tartozó 49 konfunt a Japánban található körülbelül százhatvanezer közül választották ki, és az i. e. 3. és i. sz. 6. század között fennálló kofun időszak legkiemelkedőbb emlékei amelyek bemutatják a kor társadalmi osztálykülönbségeit és kifinomult temetkezési szokásait. |                                  |

| | Áísínai’pi sziklarajzai |
| Kanada |                         |
| Kulturális (III) |                         |
| Védett terület: 1 106 ha, puffer zóna: 1 044 ha, hivatkozás: 1597 |                         |
| A helyszín Észak-Amerika félsivatagos részén a Great Plains északi részén Kanada és az Amerikai Egyesült Államok határán található. A kultúrtáj meghatározó eleme a Milk River Valley és az erózió által látványos formákká módosult sziklaoszlopok csoportjai. A Feketelábúak népe sziklarajzokat és festményeket hagyott hátra a völgy homokkő falain ami hitük szerint a természetfelettivel való kapcsolatra szolgált. Az itt feltárt legkorábbi régészeti leletek i. e. 1800 köré datálhatók. A kultúrtájat a Feketelábúak ma is szentként tisztelik, több évszázados tradícióik ma is felismerhetőek szertartásaikban és hagyományosan szent helyeik tiszteletében. |                         |

| | A Pohaj-tenger és Sárga-tenger partvidéke |
| Kína |                                           |
| Természeti (X) |                                           |
| Védett terület: 188 643 ha, puffer zóna: 80 056 ha, hivatkozás: 1606 |                                           |
| A helyszín árapálysíkságok rendszere amit a legnagyobb ilyen jellegű területnek tartanak a világon. Az árapálysíkságok ugyanúgy mint a mocsarak és sekély vizek rendkívül termékenyek, halban és rákfélékben gazdagok. A helyszín egy olyan part menti területen fekszik ahol a folyami és tengeri ökoszisztémák közel vannak egymáshoz és erőteljesen hatnak a másikra. Az öbölben több nagy folyó (köztük a Jangce és a Sárga-folyó) is lerakja hordalékát, ezek különböző élettér-típusokat biztosítanak az itt élő vándormadaraknak. Több száz költöző madárfaj több millió egyede talál itt pihenőhelyet és táplálékot. A Sárga-tenger árapály területei a Bohái öbölnél globálisan az egyik legfontosabb gyülekezőhelye a vándormadaraknak. Ezt a térséget azok a madárfajok használják pihenésre, vedlésre, áttelelésre és fészkelésre amelyek a Kelet-Ázsia – Ausztrál-Ázsia útvonalon vonulnak. |                                           |

| | Liangcsu régészeti feltárása |
| Kína |                              |
| Kulturális (III)(IV) |                              |
| Védett terület: 1 433,66 ha, puffer zóna: 9 980,29 ha, hivatkozás: 1592 |                              |
| Az i. e. 3300-2300 közé datálható Liangcsu régészeti lelőhely az ország délkeleti részén, a Jangce folyó medencéjében található. A helyszínen a késő neolitikus Kína egy rizstermesztésen alapuló egységes hitrendszerrel rendelkező korai, regionális állama alakult ki. A világörökségi helyszínhez négy különböző terület tartozik, Fansan lelőhely, a felső gát és a völgy szája, az alsó gát a síkságon és maga a város területe. A romok egy kiemelkedő korai városi civilizáció képét mutatják. A településre a tudatos várostervezés volt jellemző, ezen kívül jelentős eredményeket értek el a vízgazdálkodás (vízgyűjtés) területén is. A városban egy hierarchizált népesség élt, ennek bizonyítékai a lelőhelyen feltárt egymástól eltérő temetkezési helyek. |                              |

| | Szovon, konfucianista iskolák |
| Dél-Korea |                               |
| Kulturális (III) |                               |
| Védett terület: 102,49 ha, puffer zóna: 796,47 ha, hivatkozás: 1498 |                               |
| A világörökségi helyszínhez kilenc szovon tartozik Dél-Korea középső és déli részéről. A szovonok neokonfuciánus akadémiák. A helyszínhez tartozók a 15. és a 19. század között épültek, így az ekkor uralkodó Csoszon-dinasztia korára jellemző kialakításúak. A szovonok elsődleges funkciója a tanulás, a természettel való harmonikus együttélés és a tudósok tisztelete volt, és ezek a törekvések az épületegyüttesek kialakításában is tükröződnek. A szovonokat hegyek és vizek közelében építették fel, értékelték a természeti környezethez való közelséget, ahol lehetőségük volt arra, hogy a test és lélek egyaránt fejlődjön, harmóniába kerüljön. A pavilonos jellegű építkezési forma lehetővé tette a közvetlen kapcsolatot a környezettel. A szovonok azt a történelmi folyamatot tükrözik amikor a koreaiak saját körülményeikhez igazítva vették át Kínából a neokonfucianizmus eszméit. |                               |

| | Xieng Khouang tartomány megalitikus helyszínei |
| Laosz |                                                |
| Kulturális (III) |                                                |
| Védett terület: 174,56 ha, puffer zóna: 1 012,94 ha, hivatkozás: 1587 |                                                |
| A Laosz középső részén fekvő fennsík, a Korsók síksága nevét az ott található több mint 2100 henger alakú megalitikus kőkorsóról kapta, amelyeket a vaskorban temetkzési célokra használtak. A korsók nagyméretűek, gondosan kidolgozottak és komoly mesterségbeli tudásról árulkodnak. A leleteket 15 különböző helyen tárták fel. A kőkorsók mellett kör alakú kőlapok, másodlagos temetkezések, sírkövek, sírmellékletek, valamint kőfejtők maradtak fenn, amelyek i. e. 500 és i. sz. 500 közé datálhatók. A síkság Délkelet-Ázsia fontos vaskori kultúráinak metszéspontjában helyezkedik el, így elősegítette az áruk és a kulturális vívmányok terjedését a térségben. A korsók és a többi fennmaradt emlék a legkézzelfoghatóbb elemei ennek a vaskori civilizációnak ami i. sz. 500 körül tűnt el. |                                                |

| | Krzemionki őskori csíkoskovakő-bányák |
| Lengyelország |                                       |
| Kulturális (III)(IV) |                                       |
| Védett terület: 349,2 ha, puffer zóna: 1 828,7 ha, hivatkozás: 1599 |                                       |
| A világörökségi helyszínhez négy, Krzemionki hegyvidéki körzetében található kovakő bánya tartozik, amelyek a neolitikumtól a bronzkorig (i. e. 3900-1600) használatban voltak. A bányákból nagymennyiségű kovakövet termeltek ki, amelyet pattintással alakítottak a kívánt formára és legtöbbször kőbalták készítéséhez használták fel. Földalatti bányászati struktúráival, feldolgozó műhelyeivel, körülbelül négyezer aknájával és gödrével a helyszín a föld alatti kovakő-bányászatot, valamint a feldolgozását illusztráló eddig ismert helyek közül az egyik legjelentősebb. A lelőhely sokat elárul a történelem előtti települések életéről és mára már eltűnt szokásairól, a korai szerszámkészítés folyamatának egyik legfontosabb lelőhelyének számít. |                                       |

| | Bagan |
| Mianmar |       |
| Kulturális (II)(IV)(VI) |       |
| Védett terület: 5 005,49 ha, puffer zóna: 18 146,83 ha, hivatkozás: 1588 |       |
| Bagan az Iravádi folyó egyik kanyarulatában fekszik egy síkságon Mianmar középső részén. Bagan egy szent körzet, ahol kivételesen sok buddhista művészeti és építészeti alkotás található. A terület nyolc részből áll, amelyek számos templomot, sztúpát, kolostorokat, zarándokhelyeket foglalnak magukba, ezen kívül régészeti leleteket, freskókat és szobrokat. A terület látványos emléke a Bagan civilizáció i. sz. 10 és 13. század közé eső fénykorának, amikor a hely egy regionális birodalom fővárosa volt. Az itt található számos monumentális építészeti alkotás egy korai buddhista birodalom erejét és vallásos elhivatottságát tükrözi. |       |

| | Augsburg vízgazdálkodási rendszere |
| Németország |                                    |
| Kulturális (II)(IV) |                                    |
| Védett terület: 112,83 ha, puffer zóna: 3 204,23 ha, hivatkozás: 1580 |                                    |
| Ausburg vízgazdálkodási rendszere a 14. századtól napjainkig szakaszosan fejlődött. Csatornák hálózatából, a 15. és a 17. század között emelt víztornyokból, vízzel hűtött mészárszékekből, három monumentális kútból és vízerőművekből áll. A víztornyokba szivattyúkat építettek be, a vízi erőművek jelenleg is energiát termelnek. A technikai fejlődés ami lehetővé tette a vízgazdálkodási rendszer kialakítását biztosította Ausburg vezető helyét a vízmérnökség területén. Az ivóvizet és a szennyvizet csatornák rendszerével már 1545-től szigorúan elválasztották egymástól jóval a kutatások előtt, amelyek bebizonyították, hogy a szennyezett víz sokféle betegség okozója lehet. |                                    |

| | A Prosecco-dombok Conegliano és Valdobbiadene környékén |
| Olaszország |                                                         |
| Kulturális (V) |                                                         |
| Védett terület: 20 334,2 ha, puffer zóna: 43 988,2 ha, hivatkozás: 1571 |                                                         |
| Az Olaszország északkeleti részén fekvő dombvidék világörökségi helyszínéhez a Prosecco szőlőtermelő vidék egy része tartozik. A táj jellegzetes elemei az úgynevezett „ciglioni”-k ezek kisméretű szőlőfoltok füves teraszokon, valamint erdők, kis falvak és gazdaságok. Ezt a nehezen megművelhető területet az emberi tevékenység évszázadokon keresztül formálta és saját igényeihez igazította. A 17. század óta a ciglioni-k használata egy különleges, sakktáblaszerű mintázatot kölcsönzött a tájnak ami az emelkedőkkel párhuzamosan vagy arra merőlegesen futó szőlősorokból áll. A 19. században egy másfajta szőlőtermelési módszer, az úgynevezett „belussera” hozzájárult a táj letisztultabb képéhez. |                                                         |

| | A pszkovi építészeti iskola templomai |
| Oroszország |                                       |
| Kulturális (II) |                                       |
| Védett terület: 19,32 ha, puffer zóna: 635,6 ha, hivatkozás: 1523 |                                       |
| A világörökségi helyszínhez templomok, katedrálisok, kolostorok, őrtornyok és adminisztratív épületek tartoznak. Az épületcsoport a Velinkaja folyó partján álló Pszkov történelmi központjában található Oroszország északnyugati részén. Az épületek a pszkovi építészeti iskola alkotásai jellegzetességeik a négyszögletes formák, a kupolák, a kapuzatok és a harangtornyok. A legkorábbi épületrészek a 12. századból maradtak fenn. A templomokat és a katedrálisokat kertek, kerítések és falak segítségével integrálták be természetes környezetükbe. A Pszkovi építészeti iskola, amely magába olvasztotta a bizánci és novgorodi építészet stílusjegyeit a 15. és a 16. században élte virágkorát az ország egyik legjelentősebb iskolája volt és öt évszázadon keresztül hatott az orosz építészet fejlődésére. |                                       |

| | Mafra-palota, kolostor és királyi vadaspark |
| Portugália |                                             |
| Kulturális (IV) |                                             |
| Védett terület: 1 213,17 ha, puffer zóna: 693,23 ha, hivatkozás: 1573 |                                             |
| A Lisszabontól 30 kilométerre északnyugatra található Mafra épületegyüttest V. János portugál uralkodó parancsára kezdték építeni 1711-ben, mint kézzelfogható bizonyítékot az uralkodó elképzeléséről a monarchiával kapcsolatban. A hatalmas négyszögletes épület fő részei a király és királyné palotája, a királyi kápolna ami egy római barokk bazilika formáját követi, egy ferences kolostor és egy 36 000 kötetet tartalmazó díszes könyvtár. Az épületegyüttest egy geometrikus elrendezésű kert egészíti ki, valamint a királyi vadászpark a Tapada. A Mafra-palota V. János egyik legjelentősebb építészeti vállalkozása, ami a Portugál Királyság erejét és lehetőségeit jelképezi. Az építkezés során római és itáliai barokk építészeti és díszítési formákat vettek alapul, így az elkészült palota gyakorlatilag az itáliai barokk művészet egyik jelentős alkotásává vált. |                                             |

| | Bom Jesus do Monte |
| Portugália |                    |
| Kulturális (IV) |                    |
| Védett terület: 26 ha, puffer zóna: 232 ha, hivatkozás: 1590 |                    |
| Az ország északi részén a Braga fölött emelkedő hegyoldalban álló szentély a keresztény Jeruzsálemet jeleníti meg egy hegy és a rajta álló templom formájában. A szentély több mint hatszáz éven át fejlődött, legfontosabb elemeit főleg barokk stílusban alakították ki. Fontos része egy Via Crucis ami a hegy nyugati lejtőjén megy végig. Kápolnák sorából áll, amelyekben szobrok idézik fel Jézus szenvedéstörténetét, ezen kívül korábbi kertek, kutak és allegorikus szobrok is tartoznak hozzá. A Via Crucis az 1784 és 1811 között épített templomnál ér véget. A gránit épület fehérre vakolt homlokzatát vakolatlan, kilátszó faragott kövek foglalják keretbe. A híres Öt Érzék-lépcső a hozzá tartozó falakkal, kutakkal, szobrokkal és más díszítőelemekkel az egész helyszín legemblematikusabb barokk alkotása. A szentély beleillik az európai szent hegy-építkezések (Sacri Monti) hagyományába, ami egyfajta válasz volt a reformáció terjedésére. |                    |

| | Risco Caido és Gran Canaria kultúrtáj szent hegyei |
| Spanyolország |                                                    |
| Kulturális (III)(IV) |                                                    |
| Védett terület: 9 425 ha, puffer zóna: 8 557 ha, hivatkozás: 1578 |                                                    |
| A Grand Canaria központi részén egy kiterjedt hegyvidéki területen fekvő Risco Caido egy jelentős biodiverzitással rendelkező kultúrtáj, sziklákkal, szakadékokkal és vulkanikus felszínformákkal. A kultúrtájhoz tartozik számos korai település maradványa, lakóhelyek, élelmiszerraktárak, ciszternák ami egy prehispán kultúra bizonyítékai a szigeten. Ez a kultúra elszigetelten fejlődött az észak-afrikai berberek érkezésétől egészen a 15. századig, az első spanyol telepesen megjelenéséig. Ezekhez a korai központokhoz kultuszhelyként használt barlangok is tartoztak, valamint két templom (Risco Caido és Roque Bentayga) ahol az évszakokhoz köthető szertartásokat tarthattak. Elképzelhető, hogy a templomokhoz a csillagokkal és a földanyával kapcsolatos szertartások is köthetők. |                                                    |